# Аймоозеро
Аймоозеро — озеро на территории Лендерского сельского поселения Муезерского района Республики Карелия.

## Общие сведения
Площадь озера — 10,5 км², площадь бассейна — 378 км². Располагается на высоте 177,3 метров над уровнем моря.
Форма озера продолговатая, вытянуто с северо-запада на юго-восток. Берега озера каменисто-песчаные, местами заболоченные.
С юго-востока в озеро впадает река Нола.
С северо-западной оконечности озера вытекает река Аймо, впадающая в озеро Пюрика.
Код водного объекта в государственном водном реестре — 01050000111102000010854.